# Stylopallene tubirostrum
Stylopallene tubirostrum är en havsspindelart som beskrevs av Clark, W.C. 1963. Stylopallene tubirostrum ingår i släktet Stylopallene och familjen Callipallenidae. Inga underarter finns listade i Catalogue of Life.